# 139 км
139 км — разъезд (населённый пункт) в Юргинском районе Кемеровской области России. Входит в состав Лебяжье-Асановского сельского поселения.

## География
Разъезд находится в северо-западной части Кемеровской области, на левом берегу реки Лебяжья, на расстоянии примерно 12 км (по прямой) к западу от города Юрга, административного центра района. Абсолютная высота — 139 м над уровнем моря.
Часовой пояс
Разъезд 139 км, как и вся Кемеровская область, находится в часовой зоне МСК+4. Смещение применяемого времени относительно UTC составляет +7:00.

## Население
| 2010 |
| ---- |
| 11   |

Половой состав
По данным Всероссийской переписи населения 2010 года, в гендерной структуре населения мужчины составляли 63,6 %, женщины — соответственно 36,4 %.
Национальный состав
Согласно результатам переписи 2002 года, в национальной структуре населения русские составляли 100 % из 14 чел.

## Улицы
Уличная сеть разъезда состоит из одной улицы (ул. Линейная).